# 48300 Kronk
48300 Kronk è un asteroide della fascia principale. Scoperto nel 2002, presenta un'orbita caratterizzata da un semiasse maggiore pari a 2,9957342 UA e da un'eccentricità di 0,0285035, inclinata di 8,55132° rispetto all'eclittica.
L'asteroide è dedicato all'astrofilo statunitense Gary W. Kronk.